# Göran Wassberg
Göran Wassberg, född 4 februari 1939 i Bromma, Stockholm, död 12 augusti i Katarina, Stockholm var en svensk scenograf och kostymör.
Wassberg var 1966–1986 scenograf vid Riksteatern och var från 1986 och fram till pensionen fast anställd vid Dramaten. Allt som allt har det blivit cirka 180 produktioner på olika teatrar, operor, vid filmbolag och så vidare. Han har arbetat med teater-, opera- och filmscenografi för många regissörer. Bland andra Alf Sjöberg, Ingmar Bergman, Lennart Kollberg och Hans Klinga. 2004 tilldelades han av Svenska Akademien Carl Åkermarks stipendium. 2010 tilldelades han Anders Sandrews stipendium för "uppskattad och respekterad konstnärlig gärning".

## Teater

### Scenografi och kostym
| År   | Produktion                                                               | Upphovsmän                                           | Regi                | Teater                              | Noter                 |
| ---- | ------------------------------------------------------------------------ | ---------------------------------------------------- | ------------------- | ----------------------------------- | --------------------- |
| 1967 | Två små fåglar Karl III. und Anna von Österreich                         | Manfried Rössner                                     | Leif Amble-Næss     | Pionjärteatern                      | Scenografi och kostym |
| 1967 | Herr Puntila och hans dräng Matti Herr Puntila und sein Knecht Matti     | Bertolt Brecht                                       | Hans Bergström      |                                     |                       |
| 1967 | Peer Gynt                                                                | Henrik Ibsen                                         | Jerk Liljefors      | Riksteatern                         |                       |
| 1968 | Prima liv Chips with Everything                                          | Arnold Wesker                                        | Fred Hjeim          |                                     |                       |
| 1973 | Bröllopsbesvär eller Friare kan ingen vara Женитьба, Zhenit'ba           | Nikolaj Gogol Översättning Hjalmar Dahl              | Lennart Kollberg    | Pionjärteatern                      |                       |
| 1974 | Så tuktas en argbigga The Taming of the Shrew                            | William Shakespeare Översättning Carl August Hagberg | Lennart Kollberg    | Riksteatern                         |                       |
| 1976 | Köpmannen The Merchant                                                   | Arnold Wesker                                        | Staffan Roos        |                                     |                       |
| 1978 | Cabaret                                                                  | John Kander, Fred Ebb och Joe Masteroff              | Hans Bergström      |                                     |                       |
| 1978 | Ett drömspel                                                             | August Strindberg                                    | Lennart Kollberg    |                                     |                       |
| 1980 | Hustruskolan L'école des femmes                                          | Molière                                              | Alf Sjöberg         | Dramaten                            |                       |
| 1981 | Stora landsvägen                                                         | August Strindberg                                    | Allan Edwall        | Riksteatern                         |                       |
| 1982 | Amorina                                                                  | Carl Jonas Love Almqvist                             | Allan Edwall        |                                     |                       |
| 1984 | Natten är dagens mor                                                     | Lars Norén                                           | Lennart Kollberg    |                                     |                       |
| 1984 | En fasansfull affär Little Shop of Horrors                               | Alan Menken och Howard Ashman                        | Bengt Blomgren      | Riksteatern                         |                       |
| 1985 | Kaos är granne med Gud                                                   | Lars Norén                                           | Lennart Kollberg    |                                     |                       |
| 1986 | Hamlet                                                                   | William Shakespeare                                  | Ingmar Bergman      | Dramaten                            |                       |
| 1987 | V.D.                                                                     | Stig Larsson                                         | Stig Larsson        | Dramaten                            | Scenografi            |
| 1988 | Marknadsafton                                                            | Vilhelm Moberg                                       | Jan-Olof Strandberg | Dramaten                            |                       |
| 1990 | Hemlig extas The Secret Rapture                                          | David Hare                                           | Lars Amble          | Dramaten                            | Scenografi            |
| 1992 | En handelsresandes död Death of a Salesman                               | Arthur Miller                                        | Arthur Miller       | Dramaten                            |                       |
| 1992 | Pippi Långstrump                                                         | Astrid Lindgren                                      | Hans Klinga         |                                     |                       |
| 1993 | Idlaflickorna                                                            | Kristina Lugn                                        | Hans Klinga         | Dramaten                            |                       |
| 1994 | Goldbergvariationer Die Goldberg Variationnen                            | George Tabori                                        | Ingmar Bergman      | Dramaten                            | Scenografi och kostym |
| 1994 | Johan Padan upptäcker Amerika Johan Padan a la descoverta de le Americhe | Dario Fo                                             | Carlo Barsotti      | Dramaten                            | Scenografi och kostym |
| 1995 | Ifigenia i Aulis Ἰφιγένεια ἐν Αὐλίδι, Īphigéneia en Aulídi               | Euripides                                            | Eva Bergman         | Dramaten                            | Scenografi            |
| 1996 | Backanterna Βάκχαι, Bakchai                                              | Euripides                                            | Ingmar Bergman      | Dramaten                            |                       |
| 1998 | Bildmakarna                                                              | Per Olov Enqvist                                     | Ingmar Bergman      | Dramaten                            |                       |
| 1998 | Lyckliga dagar Happy days                                                | Samuel Beckett                                       | Karl Dunér          | Dramaten                            | Scenografi och kostym |
| 2002 | Gengångare Gengangere                                                    | Henrik Ibsen                                         | Ingmar Bergman      | Dramaten                            |                       |
| 2004 | Valpen                                                                   | Henning Mankell                                      | Ellen Lamm          | Dramaten/ Strindbergs Intima Teater | Scenografi            |
| 2005 | Oscar och den rosa tanten Oscar et la Dame rose                          | Éric-Emmanuel Schmitt(en)                            | Stefan Larsson      | Dramaten                            | Scenografi och kostym |

## Operor
Operor i bland annat Zürich, Hamburg, München, Genève, Chicago, Houston och San Francisco:
- 1987 Figaros bröllop (Mozart), regi Tom Lagerberg
- 1985 Aida (Verdi), regi Claes Fellbom
- 1986 Madama Butterfly (Puccini), regi Claes Fellbom
- 1989 Peter Grimes (Britten), regi Tony Palmer
- 1991 Simon Boccanegra (Verdi), regi Tony Palmer
- 1991 La forza del destino (Verdi), regi Tony Palmer
- 1994 Boris Godunov (Mussorgskij), regi Stein Winge

## Filmer (TV-filmer)
- 1988 VD (Larsson), regi Stig Larsson
- 1997 Larmar och gör sig till (Bergman), regi Ingmar Bergman
- 2000 Trolösa (Bergman), regi Liv Ullmann
- 2000 Bildmakarna (P-O Enqvist), regi Ingmar Bergman
- 2002 Saraband (Bergman), regi Ingmar Bergman

## Offentlig utsmyckning
- 2005 "Inga svarta rubriker", kollage med fiktiva löpsedlar i akryl på plywood, Borås Stadsbibliotek, tidskriftssalen.

Wassberg arbetar också som skulptör. Han har gjort träfigurer i jelutong monterade i plexiglashuvar, till exempel "Trämålning" med motiv från filmen "Det sjunde inseglet".